# Captivity
Captivity ist ein Horrorfilm aus dem Jahr 2007 mit Elisha Cuthbert. Er wurde in den USA und in Russland gedreht. In Deutschland erfolgt die Veröffentlichung direkt auf DVD.

## Handlung
Jennifer Tree ist ein Model und Sexsymbol. Als sie sich nach einem Fotoshooting in einen Nachtclub begibt, wird sie mittels Drogen bewusstlos gemacht und entführt. Anschließend erwacht sie in einem dunklen Raum in Gefangenschaft.
Es folgen psychische und körperliche Foltermaßnahmen, unter anderem wird Jennifer gezwungen, einen Cocktail aus Augen und Blut zu trinken. Bei einem Fluchtversuch stellt sie fest, dass sie nicht das einzige Opfer zu sein scheint. Gary ist ebenfalls in Gefangenschaft in einem Nebenraum. Sie versuchen daraufhin herauszufinden, warum sie gefangen gehalten werden, und kommen sich näher. Sie starten gemeinsam einen Fluchtversuch. Dabei ist Gary fast in der Lage, den Peiniger zu schlagen.
Bald erfährt der Zuschauer, dass Gary nicht wirklich gefangen ist, sondern seine Rolle als Gefangener spielt. Er und sein Bruder Ben, der in einem anderen Teil des Hauses die Gefangene über einen Bildschirm überwacht, sind die Täter. Gary ist ein Verehrer von Jennifer Tree und sucht ihre Nähe und ihr Vertrauen. Nach einem kurzen Wortwechsel sticht Gary auf seinen Bruder Ben mit einem Messer ein, um zu verhindern, dass Jennifer sterben muss und setzt ihn damit außer Gefecht.
Kurz darauf erscheinen zwei Polizisten an der Haustür, die nach Ben verlangen. Gary lässt sie ins Haus. Sie sehen die Gefangene in einem Kanal im Fernseher und werden daraufhin von Gary erschossen.
Gary befreit anschließend Jennifer, die von alldem nichts mitbekommt, und gibt die toten Polizisten als ihre Entführer aus, welche er zur Strecke gebracht habe. Während er im Haus Spuren beseitigt, wird Jennifer von Ben angefallen, der den Angriff seines Bruders überlebt hat, und gibt ihm mit einem Messer den Rest. Als sie ein Foto von Gary sieht, auf dem er zusammen mit seinem Bruder Ben abgebildet ist, durchschaut sie das Spiel, erschießt Gary und verlässt das Haus.

## Fassungen

### R-Rated-Fassung
Dies ist die ungeschnittene Kinofassung, die auch in Deutschland veröffentlicht wurde. In Deutschland bekam sie ein SPIO/JK-Gutachten und wurde später von der BPJM indiziert.

### Unrated-Fassung
Diese Fassung wurde nur in den USA veröffentlicht. Sie stellt eine Erweiterung der R-Rated-Fassung dar, in der neue Szenen eingefügt wurden und auch einige kurze Einstellungen vertauscht wurden. Zudem wurde auch das Ende der R-Rated-Version durch ein anderes Ende ersetzt, in dem Jennifer selbst zur Mörderin wird, weil sie an mehreren anderen Serienkillern Selbstjustiz verübt, um ihre eigene Entführung zu rächen.

### FSK-18-Fassung
Da die R-Rated-Version von Captivity in Deutschland indiziert wurde, wurde eine um vier Minuten kürzere Fassung angefertigt, um den Film auch in Deutschland verkaufen zu können.

### Thriller-Version
Diese Version stellt die ursprüngliche Fassung des Films dar. Ursprünglich war Captivity als Psychothriller gedacht, aufgrund der ansteigenden Popularität von Folterfilmen wie beispielsweise Saw schnitt man den Film jedoch um. Es wurde deswegen ein kompletter Handlungsstrang herausgeschnitten, in dem zwei Polizisten in dem Fall um die verschollene Jennifer ermitteln, und dafür Folterszenen eingefügt. Die ursprüngliche Version wurde in Spanien als sogenannte Thriller-Version veröffentlicht.

## Kritiken
„Die Verlockung auf der Saw-Welle mitzureiten, ist sicherlich groß, aber wenn man sich dabei so ungeschickt anstellt wie „Captivity“ ist der Untergang vorprogrammiert. Roland Joffés Film ist nicht nur an sich ein Debakel, sondern sitzt darüber hinaus auch noch äußerst unbequem zwischen den Stühlen: Planlos zwischen Psycho-Thriller und Exploitation schwankend, im Großen und Ganzen vorhersehbar und im Detail unglaubwürdig.“

## Kontroverse über Filmplakate
Das Zulassungsverfahren für den Film Captivity wurde für einen Monat ausgesetzt, da die Plakate zu dem Film eine „schwerwiegende Verletzung“ der Regeln darstellten, wie eine Sprecherin des Interessenverbands der großen US-Filmstudios zitiert wird.

## Auszeichnungen (Auswahl)
Der Film war 2008 in den Kategorien Schlechteste Darstellerin (Elisha Cuthbert), Schlechtester Regisseur sowie Worst Excuse for a Horror Movie für die Goldene Himbeere nominiert.